# Дитяче (Нестеровський район)
Дитяче (рос. Детское) — селище Нестеровського району, Калінінградської області Росії. Входить до складу Пригороднього сільського поселення.
Населення —  154 особи (2015 рік). 

## Населення
| 1910 | 1933 | 1939 | 2002 | 2010 |
| ---- | ---- | ---- | ---- | ---- |
| 125  | ↗212 | ↘208 | ↘204 | ↘154 |